# 大塚喬
大塚 喬（おおつか たかし、1917年（大正6年）6月7日 – 2004年（平成16年）5月31日）は、昭和期の教育者、労働運動家、政治家。
栃木県教職員組合書記次長、栃木県議会議員（4期）、参議院議員（1期）、参議院建設委員長、日本社会党栃木県本部委員長などを歴任した。

## 来歴

### 生い立ち
栃木県出身。1943年（昭和18年）栃木師範学校専攻科を卒業した。宇都宮市、真岡市の小学校、中学校の教諭を務めた。栃木県教職員組合青年部長、同書記次長を歴任。

### 政治家として
1955年（昭和30年）栃木県議会議員に選出され4期在任した。また、日本社会党栃木県議団長、同宇都宮総支部委員長、同栃木県本部書記長、同中央統制委員などを歴任した。
1974年（昭和49年）7月の第10回参議院議員通常選挙に栃木県地方区から社会党公認で出馬して当選し、参議院議員に1期在任した。この間、参議院建設委員長、社会党栃木県本部委員長、反安保護憲栃木県民会議議長、県民の足を守る県民会議議長、日朝協会栃木県連理事長、社会党朝鮮問題対策副委員長、日中国交回復栃木県民会議理事長などを務めた。その後、1980年（昭和55年）6月の第12回通常選挙に立候補したが次点で落選し政界を引退した。
1987年（昭和62年）秋の叙勲で勲三等旭日中綬章受章。
2004年（平成16年）5月31日死去、86歳。死没日をもって正五位に叙される。

## 政策
統一協会への批判
国会審議で世界基督教統一神霊協会や国際勝共連合の問題を取り上げ、両団体を問題視する発言を行っている。
1977年（昭和52年）4月7日の参議院文教委員会において「勝共連合と統一協会は事実上一心同体と、こう私ども、あるいは世間一般でも受けとめておるようであります」と発言したうえで、両団体の問題点を列挙し、警察庁、法務省、外務省、文部省など関係する行政機関に対処するよう求めている。さらに、世界基督教統一神霊協会と密接な関係がある統一産業が武器を製造、輸入、販売していると批判している。
また「宗教法人の統一協会が政治団体の勝共連合に政治献金をしておる」と指摘し「このことは、宗教法人法第六条第二項、この規定に違反をしておりませんか」と問題提起した。